# 圖德拉戰役
圖德拉戰役發生於1808年11月23日，是半島戰爭由拿破崙主導的行動中的一場戰役，讓·拉納元帥率領的法蘭西帝國軍隊襲擊了卡斯塔尼奧斯將軍率領的西班牙軍隊，並以法軍的完勝告終。
失利後，西班牙左翼和右翼分兵從圖德拉的兩個方向逃出。右翼前往薩拉戈薩，他們將在1808年12月20日開始協助保衛薩拉戈薩。左翼則是向馬德里進軍以保衛這座城市。
然而，拿破崙行動的更快，在1808年11月30日在索莫謝拉山戰役中擊敗了一支西班牙軍隊後，於1808年12月1日抵達馬德里。
拿破崙的行動最終以佔領馬德里的全面成功告終。

## 註腳
1. 1 2 3 4 5  Bodart 1908，第391頁.